# DYNLRB1
DYNLRB1‏ (Dynein light chain roadblock-type 1) هوَ بروتين يُشَفر بواسطة جين DYNLRB1 في الإنسان.
هذا الجين هو عضو في عائلة سلسلة الداينين الخفيفة ويشفر بروتينًا سيتوبلازميًا قادرًا على ربط بروتينات السلسلة المتوسطة. وقد ارتبطت زيادة تنظيم هذا الجين بسرطانة الخلية الكبدية، مما يشير إلى أن هذا الجين قد يكون متورطًا في تطور الورم.